# نئوکسانتین
نئوکسانتین (به انگلیسی: Neoxanthin) یک ترکیب شیمیایی با شناسه پاب‌کم ۵۲۸۱۲۴۷ است. 